# Izumo no Okuni
Okuni (出雲阿国 Izumo no Okuni, született kb. 1572) volt a kabuki színház alapítója. Feltételezések szerint Okuni az Izumo nagyszentély miko-ja (shinto papnő) volt, aki először a Kiotó melletti kiszáradt folyómederben adta elő ezt az új formáját az éneklésnek, táncnak és színjátszásnak.

## Élete

### Korai évek
Okuni az Izumo szentély közelében nőtt fel, ahol apja Nakamura Sanemon kovácsként dolgozott és számos más családtagja is szolgált. Később Okuni is csatlakozott a szentélyhez, mint miko . Tánctudásának, színjátszásának és szépségének köszönhetően hamar ismertté vált. A kor szokása volt, hogy szerzeteseket és mikókat küldtek adományokat gyűjteni a szentély számára, így őt is elküldték Kiotóba hogy, rituális énekeket és táncokat adjon elő.
Ezen előadások során ugyancsak ismertté vált Nenbutsu odori (nenbutsu tánc) előadásairól, amiket Amida Buddha tiszteletére mutatott be. Bár a tánc eredetileg Kúyá-tól (egy tizedik századi Tiszta Föld buddhizmus hirdető) ered, Okuni ideére már nagyrészt világias népi tánccá vált.
Okuni előadásainak még népszerű témái voltak a humoros találkozók szeretők között különféle közintézményekben és a találkozók férfiak és prostituáltak között.
A Nenbutsu odori- és más előadásaira idővel egyre jobban felfigyeltek és előadásaira egyre nagyobb tömegek kezdek járni. Nem sokkal később visszahívták az Izumo szentélybe, de ő úgy döntött, nem tér vissza, de továbbra is küldött vissza az előadásokból összegyűlt pénzből.

### A kabuki megalkotása
1603 körül Okuni a Kamo folyó egyik kiszáradt medrében, a Kitano szentély mellett kezdett előadni. Magához vette a régióban a társadalomból kitaszított nőket (főként a prostituáltakat) és kitanította őket. Megtanította nekik a színészet, a tánc és az éneklés művészetét és saját színtársulatot formált velük. A kabuki szó eredetéről több különféle teória létezik, az egyik változat szerint a szó a kabukimono kifejezésből ered, mely azokra az emberekre utal, akik különösen öltözködtek és az utcákon kacifántos módon sétáltak (kabuku: egy bizonyos irányba dőlni, mono: emberek). A katamuki kifejezés egy másik lehetséges forrás, jelentése ferde vagy erősen elhajló. Mindkét esetben a kabuki jelzővel illették a társulat fellépéseit, azok különössége és szociális vakmerősége miatt. Kezdetben az előadások éneklésből és táncból álltak, jelentős cselekményszál nélkül. Az előadások gyakran negatív visszhangot kaptak gúnyos és kakofonikus természetük miatt, de voltak dicsérői is, akik sokszínűségük és szépségük miatt kedvelték a darabokat.
Okuni színtársulata kizárólag nőkből állt, ami azt jelentette, hogy férfi és női szerepeket egyaránt kellett játszaniuk. Ahogy társulata hírnevet szerzett, egyre többen kezdték utánozni őket. Legfőképp a bordélyházak, melyek az előadásokat a tehetős vendégek szórakoztatására, valamint olyan örömlányok szerzésére használták, akiknek kiemelkedő színészi és énekesi képességei voltak. Ez az új stílus, melyben a színtársulatok kizárólagosan nőkből álltak shibai, onnakabuki (onna: nő, lány) és Okuni kabuki néven vált ismertté.

### Késői évek
Végül, Nagoya Sansaburou segítségével, aki anyagilag és művészileg is támogatta Okunit, a kabuki egy drámai stílussá fejlődött. Személyes kapcsolatuk máig tisztázatlan, egyesek Okunit és Sansaburout szeretőknek tartották, habár sosem házasodtak össze. Sansaburou halála után Okuni egyedül folytatta a dráma, tánc és a zene ötvözését. Végül az ő és társulata hírneve egész japánban elterjedt.
Okuni 1610 körül vonult vissza, nem sokkal ezután eltűnt. 1629-ben, a Tokugawa sógunátusban a közfelháborodásból adódó erkölcsi reformok miatt megtiltották a nők részvételét a kabukiban. Őket fiatal férfi színészek váltották fel, de hamarosan ezt is betiltották a prostitúció fellendülésére és az erkölcs romlására hivatkozva, így a műfaj le lett korlátozva az idősebb férfi színészek előadásaira. A női szerepeket játszó férfiak onnagata vagy ojama (japánul: 女方, 女形) néven váltak ismertté. Ez a szerepkör még a mai napig is része a kabuki előadásoknak.
Okuni halálának pontos dátuma nem ismert, egyes feltételezések szerint 1613, 1640 vagy 1658.
2002 novemberében, Kiotó városában, szobrot állítottak tiszteletére és a kabuki 400-adik évfordulójának megünneplésére.

## Kulturális hatás
A kabuki megalkotásán kívül, Okuni a Japán színház általános fejlődéséhez is hozzájárult. Neki tulajdonítják a hanamichi (virágok ösvénye) elődjének megalkotását, egy ösvény, mely a színház hátuljától a színpadig vezet a közönségen keresztül. Ezt a technikát a kabukin kívül számos japán művészeti ág is átvette.

## Fordítás
- Ez a szócikk részben vagy egészben  az   Izumo no Okuni című angol Wikipédia-szócikk ezen változatának fordításán alapul.  Az eredeti cikk szerkesztőit annak laptörténete sorolja fel. Ez a jelzés csupán a megfogalmazás eredetét és a szerzői jogokat jelzi, nem szolgál a cikkben szereplő információk forrásmegjelöléseként.